# Konradów (Mizerów)
Konradów – część wsi Mizerów  w Polsce, położona w województwie śląskim, w powiecie pszczyńskim, w gminie Suszec. 
W latach 1975–1998 Konradów administracyjnie należał do województwa katowickiego.